# 海岸巡防司令部

海巡部旗

海巡部徽

海巡部單位旗

海岸巡防司令部，簡稱海巡部，全銜台灣軍管區司令部暨海岸巡防司令部，是中華民國國軍曾設置的一個機關，前身為臺灣省警備總司令部，現為海洋委員會海巡署。
1993年陸軍海防部隊更改編制為海巡部隊。

## 概述
由於臺灣擁有綿延1140公里的海岸線，極易遭受敵人與不法份子從事走私、偷渡、滲透以及其他陰謀破壞的活動，故需透過專責的軍事機構從事「反走私、反偷渡、反滲透、反突擊」的任務。海巡部即為專責執行海岸巡防任務的軍種。
海巡部編組基本上繼承警總，以「忠愛」為軍風，制度面也是以警總為骨幹。另一些有意思的歷史痕跡，如位於海巡部時期位於壽山的臺南師管部（原南警部），使用的餐具均有「警總」刻字；行政的預算經費中，撥與情報、作戰部門的經費有「山海防費」項目等。部分單位的裝備，尚留有「海軍陸戰隊」或「憲兵」字樣。

## 沿革
- 1965年，臺灣警備總司令部、臺灣軍管區司令部接替陸軍總司令部執行海岸巡防任務，統一指揮臺灣海岸線的警戒與檢查。

- 1992年7月，中華民國國防部配合動員戡亂時期終止，正式裁撤台灣警備總司令部。

- 1992年8月1日，臺灣警備總司令部整編憲兵司令部（執行「忠愛專案」移編憲兵第212、214、215、216、219、221、230、319、328營）、中華民國陸軍及中華民國海軍陸戰隊部分兵力，改組整編成立海岸巡防司令部（全銜為「臺灣軍管區司令部暨海岸巡防司令部」），取代警總於行政院治安會報海岸巡防主導地位。海巡部任務為「反走私、反偷渡、反滲透」，後期加上「反突擊」，海巡官兵則戲謔加上第五任務「反督導」。

- 1992年11月1日，國防部核定「臺灣軍管區司令部」刪去「臺灣」二字，更名為軍管區司令部，全銜「軍管區司令部暨海岸巡防司令部」，為國防部參謀本部直屬單位，不隸屬陸海空三軍。又由於警總早期作為協調的龍頭地位、以及海巡成軍歷程與憲兵關係甚深，首任海巡司令王若愚即為憲兵司令出身，因此海巡部的軍風、執勤、訓練及作戰有很濃厚的憲兵味道。

- 1997年，海巡部頒布《作戰訓令第一號》，為海巡部成軍以來首次頒布正式作戰命令，內容為配合內政部警政署執行「0414專案」，緝捕在逃的白曉燕命案三名嫌犯陳進興、林春生、高天民，責成各地海巡部隊開火權限及交戰規則；若三名嫌犯成功偷渡出境，則該地區海巡部隊主官/主管以「作戰失敗」連坐三級、移送軍法審判。為此命令，各地海巡部隊開始調整勤務規劃，與警方的漁港分駐所積極配合展開加強漁船出入境安全檢查工作，並強化海岸兵力部署及電子監控、埋伏海巡哨兵、機動巡邏頻率與火力。該年六月之後，由於三名嫌犯逐一死亡、或被追捕，行跡已經被警察鎖定，因此作戰規劃強度逐漸下降。至陳進興落網後，正式結束軍事部署。

- 1999年，因港口安全檢查任務需求，再移編憲兵第224、241營。

- 2000年1月14日，立法院三讀通過《海岸巡防法》，改革過往權責分散在國防部、內政部及財政部的海洋相關事權。從此，軍管區司令部、海岸巡防司令部正式分置為獨立機構。

- 2000年2月1日，軍管、海巡分置。海巡單位結合軍、警、調的系統，整合海軍陸戰隊、憲兵、陸軍、關稅總局（海關）、水上警察局、內政部警政署保安警察第七總隊、空中警察隊等兵力及警力，成立行政院海岸巡防署，執行任務不再需要友軍支援協調。海巡署為一司法警察機關，不再隸屬任何部會，位階與各部會相同。改制初期最大變革是因國際政治考量，而將防區擴大至南沙群島，接替原太平島之海軍陸戰隊兵力，嚴格來說其實只是更換操作人員及制服，武器裝備與作戰規劃其實並無太大變革；但由警察單位取代軍事單位戍守爭議海疆，就國際政治現實而言是必要的。金門以及部份外島、離島，在國防部下令國軍前線後移之後，亦有海巡單位接防進駐。
- 2018年4月25日，隨中華民國海洋委員會成立而改名為海洋委員會海巡署，為其下轄三級機關。

## 歷任司令
| 歷任   | 任期時間                   | 姓名軍種軍階       | 備註 |
| ------ | -------------------------- | ------------------ | --- |
| 第一任 | 1992年8月1日—1996年6月30日 | 王若愚上將         | 1992年7月，「警備總司令部」裁撤，全銜改為「軍管部暨海岸巡防司令部」，司令由國防部人力司中將司長佔上將缺。 |
| 第二任 | 1996年7月1日—1998年1月31日 | 李建中上將         | 1996年7月，治軍以「風吹草不動」為原則，強力整頓軍紀，1997年軍事會議，因與參謀總長羅本立上將，因建軍理念不合求去：當時因岸際雷達預算（海神案）被立院刪除，李司令堅持原本就以精簡的海巡兵力，暫緩精實，以免人力不足導致海岸巡防任務出現漏洞，影響國家安全，未料當時參謀總長竟以一句「向總統報告過，不能更改」為由拒絕。李司令以「（單位）要人沒人、（裝備）要錢沒錢！」反批，為堅持軍人專業，而打報告請求退伍。 |
| 第三任 | 1998年2月1日—1999年1月31日 | 陳鎮湘陸軍二級上將 | 金門彈藥車爆炸事件後調任，任內主張以情報布建、儀器偵搜降低例行海防巡邏任務次數，並積極部屬新式的海岸監控系統。 |
| 第四任 | 1999年2月1日—2002年1月31日 | 金恩慶上將         | 2000年1月28日，「軍管區司令部」與「海岸巡防司令部」分割。「海岸巡防司令部」移編重組為「海岸巡防署」，首任署長為警察系統出身的姚高橋。 |

## 架構組織

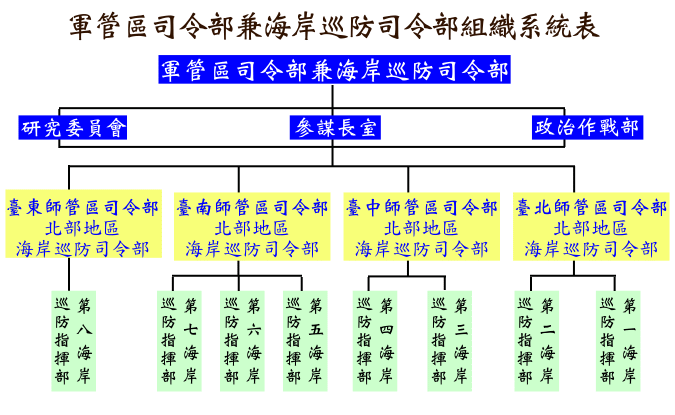
軍管區司令部兼海岸巡防司令部組織系統表（圖片來源：行政院海岸巡防署海岸巡防總局史蹟館網站）

初期，海岸巡防司令部分別在台灣本島與澎湖縣地區，設置北巡部、中巡部、南巡部、東巡部四個地區，下轄八個巡防指揮部，二十七個海岸巡防大隊部。後期，歷經精實案的調整，下轄三個師管部與廿一個團管部，各大隊部改稱為營，各中隊部改稱為連。
海巡部由於存在歷史並不長，因此改制後直至移編為海巡署前，架構與裝備等變動不大。海巡部隊編組上分為北、中、南、東四個地區海岸巡防司令部（師管部兼，通常稱為某師部或某巡部，例如北師部、南巡部等）、下轄八個巡防指揮部（澎湖團管區司令部兼七指部）、二十七個海岸巡防大隊（後改稱海岸巡防營）、情報組、通電連、觀通中大隊、兵器中隊、勤務中隊、海巡憲兵、海巡特勤隊、部分地區設有後備大隊或後備中隊。
基本上海巡以一個中隊（相當於陸軍的一個連）為基本作戰單位。一個典型的中隊，應該包括了一組中隊部、下轄三至四個哨所，依作戰區狀況不同，哨所有大小之分，大哨所通常是一個區隊（陸軍排）的兵力略少、小哨所較多，多半是一個分隊（故稱為分隊哨或是班哨），中隊部則是中隊長、各參以及支援兵力所在。觀通中隊則是雷哨，含雷操手通常在五人左右，且雷哨往往緊鄰分隊哨、甚至就在分隊哨中。大隊部則通常包括一個勤務中隊（勤務連）、戰情、油彈藥庫以及車輛二級廠。一場典型的反走私圍捕，通常由友軍、監視哨或是雷哨發現目標後，通報中隊部，哨所機動監控等待中隊、甚至大隊支援兵力抵達實施攔截點開設及圍捕。
海巡部隊與陸軍部隊類似，正式部隊番號（如陸軍第○○○○○號部隊）與公開稱呼（如陸軍步兵第一四六師第四三八旅）之編號不同。公開稱呼之編號，海巡部隊的辨認格式如下： 
指揮部-大隊部-中隊部-（地區名稱）分隊哨
例如，第五指揮部、第三大隊，就會被稱為「第五三大隊」，第五三大隊第四中隊，就會被稱為「第五三四中隊」，下轄之哨所則為「第五三四中隊ⅩⅩ分隊哨」，全銜實例：「第五巡防指揮部第五三大隊第五三四中隊旗津分隊哨」。
「〇」通常代表勤務支援中隊（本部連）。例如第六二〇中隊就是第六指揮部第六二大隊部勤務中隊。至於第六指揮部直轄的中隊，編號通常為第六〇Ⅹ中隊，如指揮部本部勤務中隊為第六〇〇中隊，機動派遣中隊為第六〇一中隊，觀通中隊為第六〇二中隊等。

## 人員
海岸巡防司令部時期，軍職來源與陸軍類似，主要來源為陸軍官校、政戰學校、後備動員管理學校、陸軍預官以及其他業務、情報學校單位等，士官兵來源則與陸軍類似，志願、義務役士兵由陸軍新訓中心代訓後，經過選兵或抽籤程序進入軍管海巡部，至各指揮部所屬銜接單位進行銜接訓練後分發下部隊。士官可分為領導士官以及業務士官，但因基層部隊人數精簡，實際上領士與業務士運用上並沒有區分。步科預官主要在鳳山陸軍步校受訓、下部隊後通常佔區隊長或哨長職務，士官訓主要在後備動員管理學校以及海湖分隊哨進行，軍犬士則在台中后里受訓，其餘各科均如陸軍，在其專門學校受訓。另，配合國防部的精進士官制度，海巡亦有伍長制度，伍長佔上兵缺，由各大中隊自行實施訓練。義務役退伍士兵無論專長，皆列為步槍兵(步兵)，劃歸戶籍所在地之動員師。

## 武器裝備
- 海巡部隊平時接替陸軍、警察執行海岸巡防任務，一般勤務時間即為狀況四，此點與其他兵種單位較為不同。任務地境線為海岸向內推展五百公尺，超過五百公尺以及海上必須根據友軍支援協定，透過大隊級以上單位或指揮部與友軍（多數是警察單位，如各地警分局或水上警察局等，部份地區則是與憲兵單位或其他軍事單位）協調攔截任務。
- 武器標準裝備主要比照陸軍，配有T65K2突擊步槍、T74排用機槍、T75班用機槍及T-75式60公釐迫擊炮，並使用憲兵系統的觀通裝備MTS-2000、部分防區因地理條件而則配有機車、汽車、探照燈、河搜艇以及軍犬。兵器中隊（通常兼禁閉室）則配有63式120毫米迫擊砲，部份作戰區海岸哨所配備中型火砲，如波佛斯40公釐高射砲(平射制海)或是57戰防砲等等。
- 觀通中隊則是以至少兩種以上型式的雷達進行海上監控，並由指揮部協調海軍、保七總隊、警察局駐所、以及各中隊河搜艇進行緝捕行動。
- 戰時（狀況三生效後），則以中隊或哨所為單位，依固安作戰計畫納入各作戰區管制，因此根據作戰區作戰需求偶有不同的裝備與訓練出現，多數哨所屬於快速反應前哨部隊，在陸軍快速反應部隊進入陣地前進行第一波遲滯抵抗，少數可能劃歸地方警備任務、後備動員支援、甚或海空軍港口、機場支援，部份較具戰術地位之哨所甚至有裝步協同、步砲協同的基地訓練。
- 標準甲種服裝為鋼盔、全副武裝、寶藍服、戰鬥靴、打綁腿，為營安或其他強度較高之戰鬥任務服裝；乙種服裝則為小帽、勤務裝備、寶藍服、戰鬥靴、打綁腿、深藍領帶，為一般勤務或普通典禮服裝；丙種服裝則為有袖內衣、深藍運動短褲（冬季為各中隊自行決定）、黑襪白運動鞋，為一般狀況服裝；莒光日海巡為短袖寶藍服、戰鬥靴、不打綁腿，軍管部則為綠色短袖服，著大盤帽，為莒光日或重要典禮服裝。狀況三生效後由原來的海巡寶藍服改著陸軍草綠服（非迷彩），全副武裝戴鋼盔。
- 海巡部一直有以藍白灰迷彩服取代寶藍服的風聲，但直至改制前仍未更換。

|  | 非制式的海巡領帶夾。雖然非制式，但當時軍品店都可購得。 |

## 軍歌
軍管之歌
我們是愛國鬥士，我們是復國中堅，後管、服務、動員、海防任務要完成。敬袍澤，愛百姓，負責任，同敵愾，鞏固復國基地，支援戰鬥前線；思同心，行協力，志互勵，學相勉，鞏固復國基地，支援戰鬥前線。
海巡尖兵進行曲
我們是海巡尖兵，不管風吹日曬雨淋，任務要貫徹執行，維護海岸的安全平靜。我們是海巡尖兵，不怕處境險惡艱難，千錘百鍊不辭勞，克敵制勝保家邦。反走私、反偷渡、反滲透，是我們神聖的使命，忠愛軍風是我們團隊的精神。我們是海巡尖兵，赤膽忠心不辭勞，驚風駭浪志更堅，保衛國家更富強。
海防戰鬥兵
我是海防戰鬥兵 上山下海我都行 一身是膽勝張飛 肩挑道義和忠貞 嚴防走私和偷渡 防範滲透最要緊 狂風巨浪奈我何 執行任務靠機警
無論工作多艱困 全憑智慧去完成 官兵勤練戰技精 個個都是健兒身 我是海防戰鬥兵 保國衛民有責任 海岸巡防成效高 英雄榜上有威名

### 引用
1. ↑  . webarchive-sys.ncl.edu.tw.   [2021-01-14].[]

## 外部連結
- 海岸巡防署 （页面存档备份，存于）
- 中華民國國防部後備司令部 （页面存档备份，存于）